# Lake Maga
Lake Maga är en sjö i Kamerun.   Den ligger i regionen Nordligaste regionen, i den norra delen av landet, 900 km norr om huvudstaden Yaoundé. Lake Maga ligger 312 meter över havet. Arean är 118 kvadratkilometer. Trakten runt Lake Maga består till största delen av jordbruksmark. Den sträcker sig 15,6 kilometer i nord-sydlig riktning, och 22,9 kilometer i öst-västlig riktning.